# Gołąbek brudny
Gołąbek brudny (Russula illota Romagn.) – gatunek grzybów z rodziny gołąbkowatych (Russulaceae).

## Systematyka i nazewnictwo
Pozycja w klasyfikacji według Index Fungorum: Russula, Russulaceae, Russulales, Incertae sedis, Agaricomycetes, Agaricomycotina, Basidiomycota, Fungi.
Synonim nazwy naukowej: Russula laurocerasi var. illota (Romagn.) R. Heim 1957.
Nazwę polską podała Alina Skirgiełło w 1991 r.

## Morfologia
Kapelusz
Średnica 5–16 cm, za młodu kulisty o płowej barwie, później spłaszczony i nieco wklęsły, o barwie rdzawo-żółto-brązowej z rdzawymi plamami. W stanie wilgotnym jest śluzowaty, silnie lepki i szarofioletowy, w stanie suchym bardzo plamisty. Brzeg ostry i cienki, skórki nie da się oddzielić od miąższu
Blaszki
Średnio gęste; niektóre są nieco rozwidlone, czasami przy trzonie występują anastomozy. Początkowo są białawe, później nieco rdzaw, w końcu brudnobrązowe lub brązowofioletowe. Na ich ostrzach znajdują się pojedyncze punkciki brązowej barwy.
Trzon
Wysokość 4–10, grubość 1–3,7 cm, kształt cylindryczny, często zwężony u podstawy. Początkowo jest pełny, później komorowaty. Powierzchnia początkowo biała z drobnymi brązowymi punkcikami (dostrzegalnymi przez lupę), później żółtobrązowa lub brudnobrązowa.
Miąższ
Elastyczny, biały lub biało cytrynowy, O zapachu gorzkich migdałów
Wysyp zarodników
Jasnokremowy. Zarodniki brodawkowato-kolczaste, o rozmiarach 7–8,5 × 6–7 μm.
Gatunki podobne
Gołąbek gorzkomigdałowy (Russula grata) pachnie także gorzkimi migdałami, nie ma jednak punktowanych ostrzy blaszek, a barwą kapelusza przypomina gołąbka śmierdzącego (Russula foetens). Blaszki po roztarciu pachną niemiło.

## Występowanie
Występuje głównie w południowej i zachodniej Europie, gdzie rośnie w lasach liściastych (pod bukami) oraz w lasach iglastych. W Polsce nie występuje.
Grzyb niejadalny.